# Kazimierz Mordaszewski
Kazimierz Mordaszewski (ur. 1960 w Kamionce Nowej) – polski dyplomata, radca prawny.

## Życiorys
Ukończył studia na wydziale prawa Uniwersytetu Mikołaja Kopernika w Toruniu. Kształcił się także w Instytucie Wyższej Kultury Religijnej Katolickiego Uniwersytetu Lubelskiego. W latach 80. członek Niezależnego Zrzeszenia Studentów i Związku Młodzieży Demokratycznej. Był inwigilowany przez Służbę Bezpieczeństwa.
W 1984 rozpoczął pracę zawodową jako aplikant sędziowski. Po zdaniu egzaminu został wpisany na listę aplikantów adwokackich w Białymstoku. W 1985 Minister Sprawiedliwości PRL sprzeciwił się przyjęciu go do adwokatury ze względów politycznych. W latach 1985–1988 pracował w Zespole Radców Prawnych. W 1989 uzyskał uprawnienia radcy prawnego. Na przełomie lat 80/90. wykładał w białostockiej filii Wydziału Prawa Uniwersytetu Warszawskiego. Był także doradcą prawnym NSZZ „Solidarność”. W 1990 włączył się w tworzenie nowych struktur bezpieczeństwa państwa. Został dyrektorem biura w Urzędzie Ochrony Państwa.
W latach 1997–2001 kierował Ambasadą RP w Abu Zabi chargé d’affaires, akredytowany dodatkowo w Katarze. Był także Konsulem RP tamże. Od 2002 prowadził kancelarię prawną w Warszawie. W 2006 wstąpił do Agencji Bezpieczeństwa Wewnętrznego, w latach 2007–2012 pełniąc funkcję dyrektora Biura Prawnego. Od 1 listopada 2012 do 2015 zastępca szefa Agencji Bezpieczeństwa Wewnętrznego.
Był członkiem Rady Nadzorczej PHZ Cenzin Sp. z o.o. (2007–2010) oraz Rady Narodowego Centrum Badań i Rozwoju (2010–2014). Od 6.2.2024 czł. Rady Nadzorczej Orlen powołany przez Nadzwyczajne Walne Zgromadzenie Orlen S.A.
Przewodniczący rady nadzorczej EXATEL SA.
Syn Józefa. Jest żonaty, ma troje dzieci.

## Ordery i odznaczenia
- Srebrny Krzyż Zasługi (1993)[7]
- Krzyż Kawalerski Orderu Odrodzenia Polski (2010)[2]
- Krzyż Wolności i Solidarności (2012)[8][1]
- Odznaka Honorowa imienia gen. Stefana Roweckiego „Grota”[2]
- Srebrny Medal „Za zasługi dla obronności kraju”[2]